# イギリスの王室属領

チャンネル諸島はイギリス海峡に、マン島はアイルランド海に各々位置する。

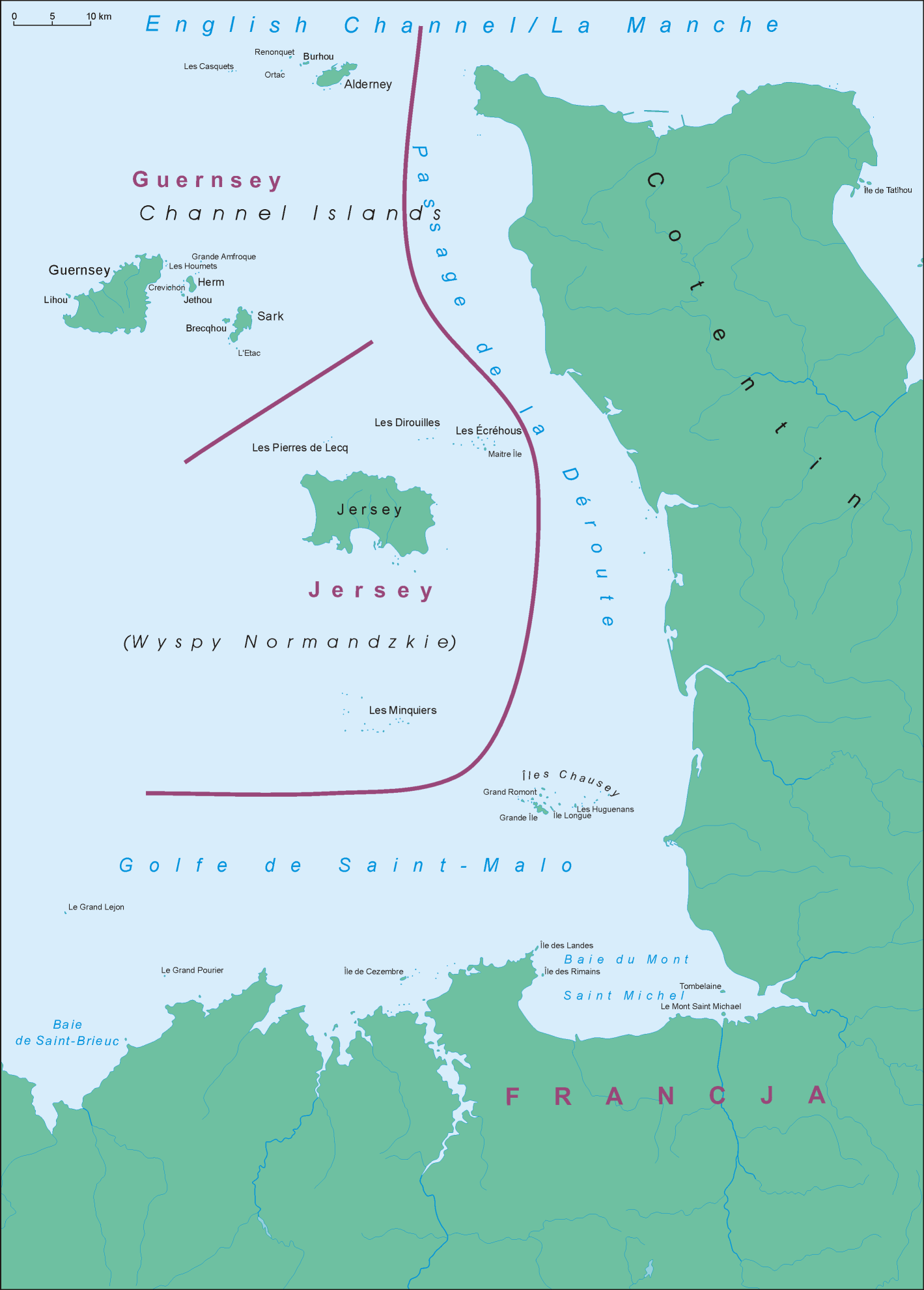
チャンネル諸島と隣接するフランス沿岸部

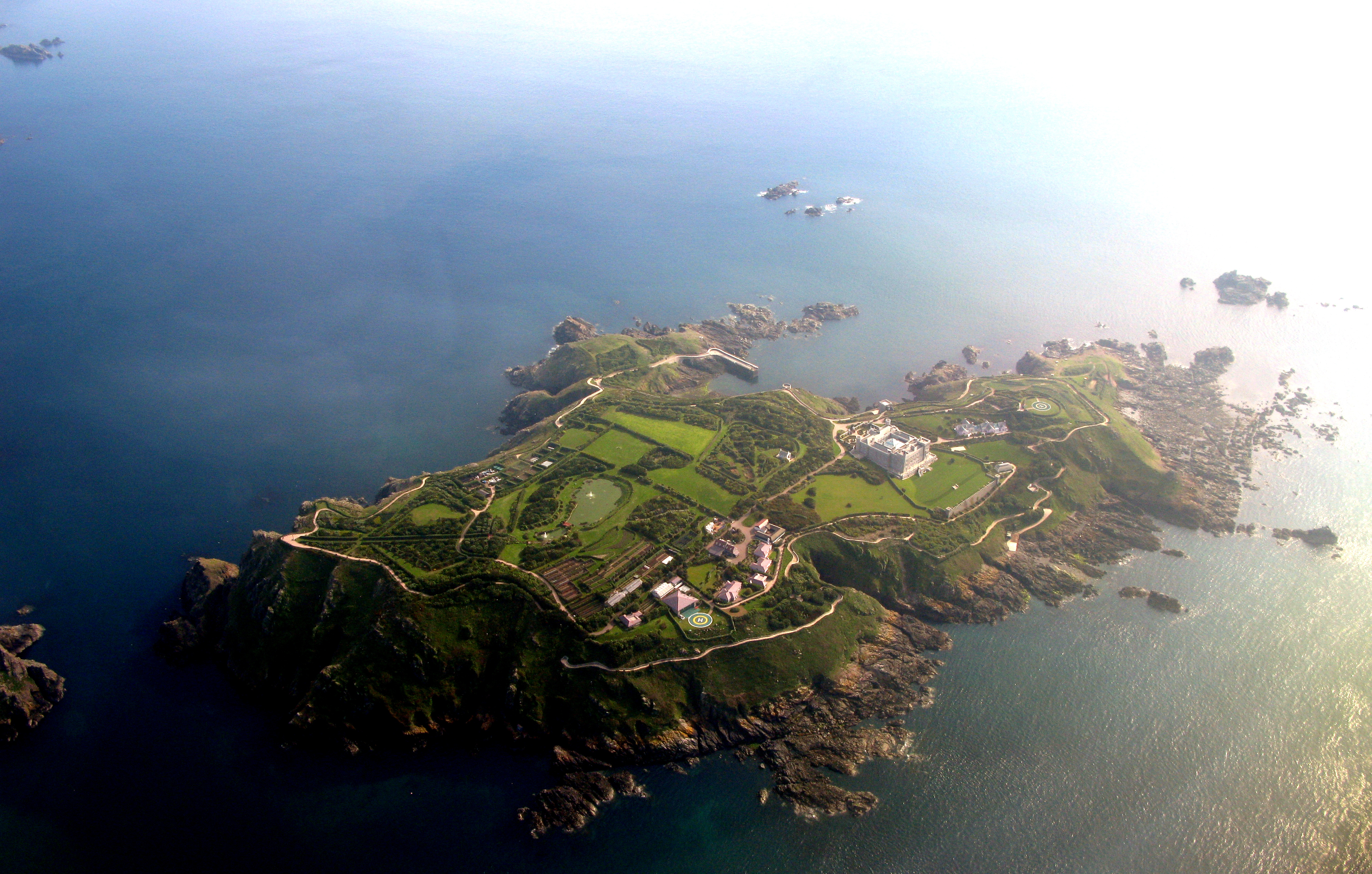
ブレッシュ島の航空写真

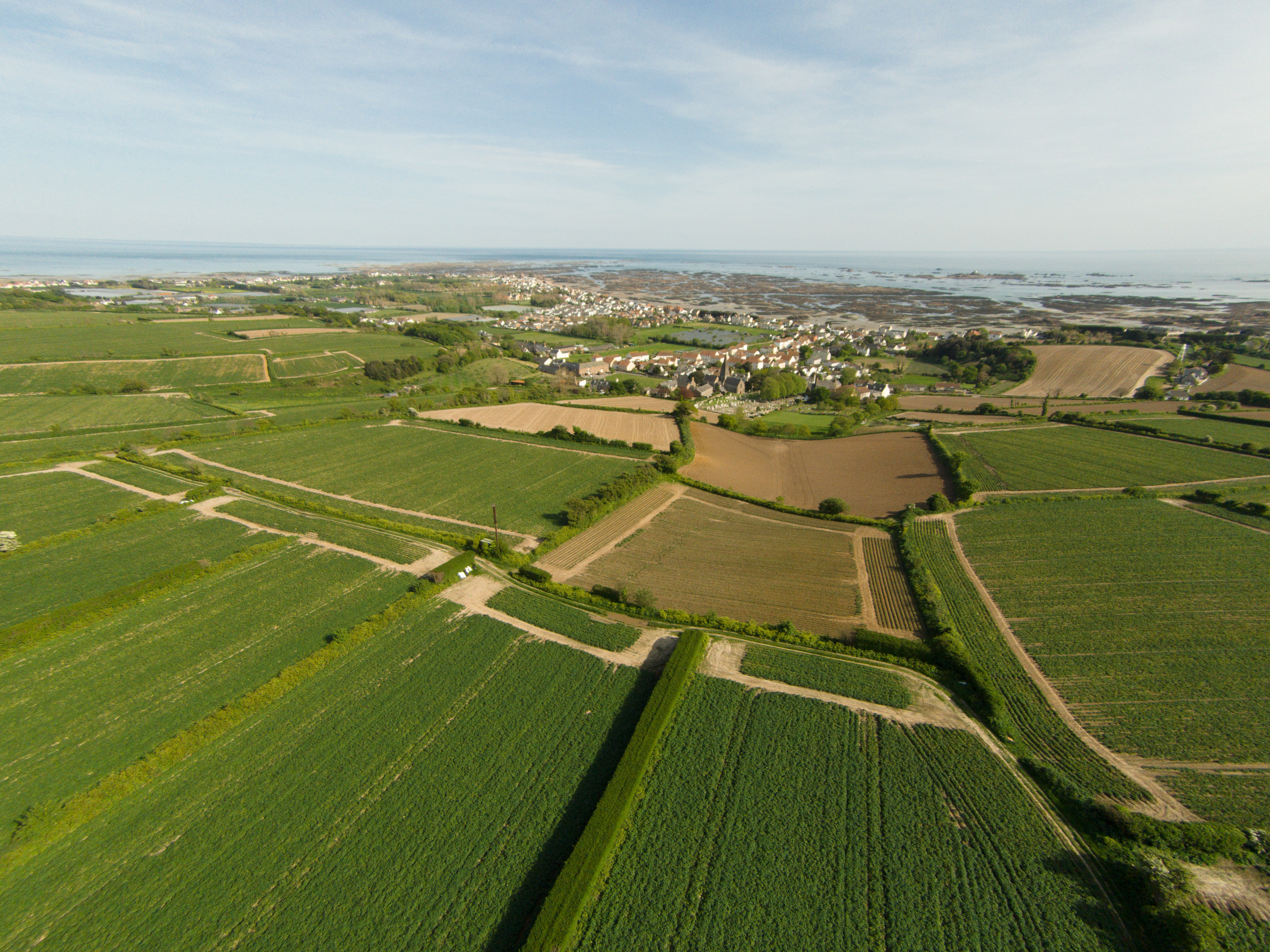
セント・クレメントの航空写真

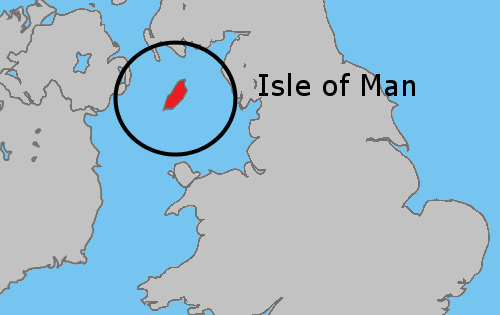
マン島と周辺

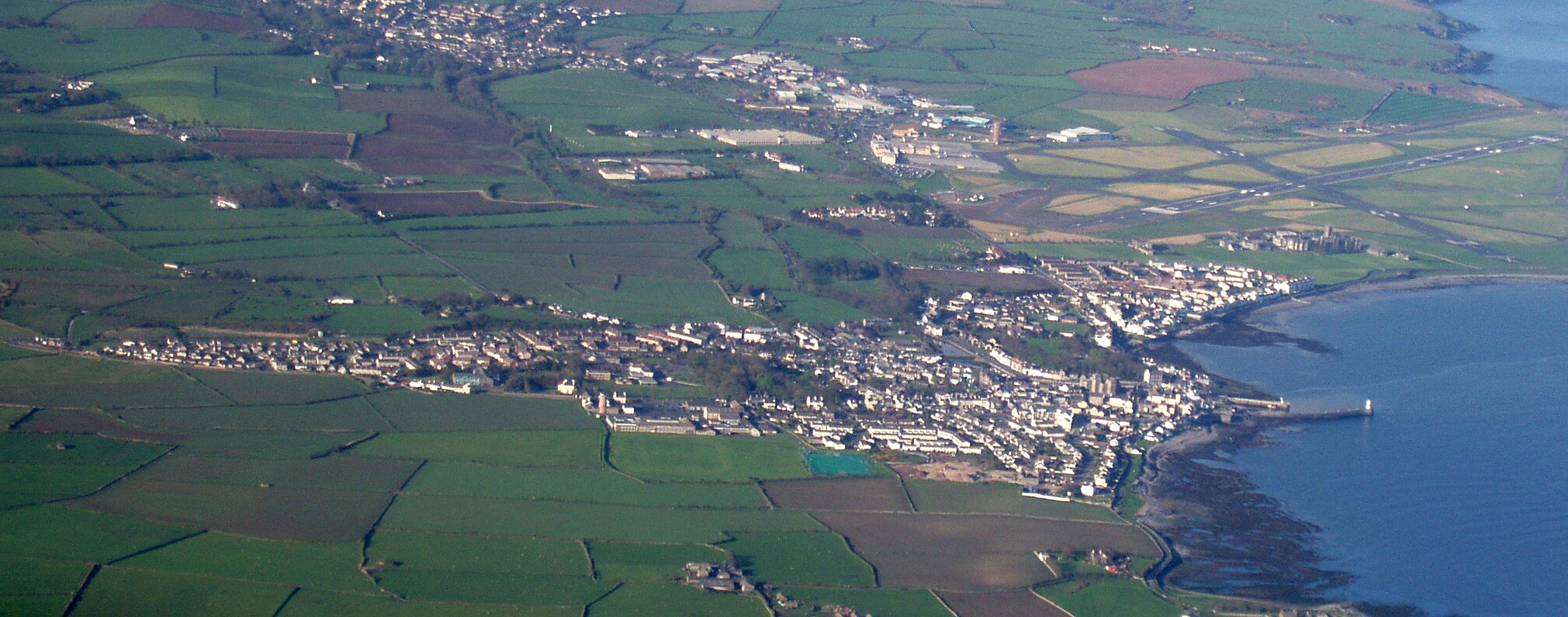
カッスルタウン (マン島)の航空写真

王室属領（おうしつぞくりょう、英語: Crown dependencies）とは、イギリスの国王（英: the Crown
）に属し、高度な自治権を持った地域である。伝統的に国王が王国外に有していた領地であるため、イギリス（連合王国、英: United Kingdom）には含まれず、それぞれ独自の憲法の下で政府を持っている。一方で、外交・防衛についてはイギリス政府が責任を負うなど主権国家の要件を満たさないため英連邦王国やイギリス連邦には含まれない。
日本では王領や王室領、王室直轄領、王室保護領などの語が用いられることもある。

## 王室属領である地域
グレートブリテン島周辺のチャンネル諸島（イギリス海峡）とマン島（アイリッシュ海）に、以下の王室属領がある。チャンネル諸島は2つの代官管轄区 (Bailiwick) に分かれており、王室属領は3つと数えられる。
- チャンネル諸島
  -  ジャージー代官管轄区：ジャージー島
  -  ガーンジー代官管轄区：ガーンジー島、オルダニー島、サーク島、ハーム島
- マン島

イギリスの君主（現在はチャールズ3世）を元首とし、連合王国（イギリス）に外交と防衛を委任している。このことからイギリスの海外領土とみなされることもある。3地域にはそれぞれイギリス国王の代理として副総督（英: Lieutenant Governor）が任命されているが、役割は儀礼的なものである。3地域にはそれぞれ独自の立法・司法・行政機関がある。そのため、3地域は独自に通貨を発行し、サーク島は2008年まで公選議会がなく封建領主の統治であった。

## 地位

### 連合王国との関係
3地域は、コモンウェルス（イギリス連邦）に属さず、コモンウェルスの王国（英連邦王国）でもない。王室属領と連合王国との関係は「互いに敬意と支持のある関係、すなわちパートナーシップ（英: one of mutual respect and support, ie, a partnership）」であるとされる。2001年まで、連合王国政府では王室属領との関係を内務省で扱っていたが、その後大法官府 (Lord Chancellor's Department) ・憲法事項省 (Department for Constitutional Affairs) を経て、2007年以降は司法省の所管となっている。
連合王国における法的な意味での「ブリテン諸島」に連合王国（イギリス本土）とともに含まれる。しかし、連合王国の議会で制定された法律が適用されることは原則としてない。各属領側の要望に応じ、枢密院勅令による適用範囲拡大がなされることがあるが、こうした措置が取られることは稀である。
一方で、王室属領は多くの機関を連合王国と共有している。たとえば英国放送協会（BBC）はチャンネル諸島にローカルラジオ局を持っており、マン島は BBC North West の放送地域である。また、王室属領は独自の郵便・通信機関を持つが、連合王国の電話番号計画に参加しており、互換性のある郵便番号を採用するなど、システムに関しては一体化している。
1981年イギリス国籍法が施行されると、連合王国側においては国籍法の運用上、王室属領は連合王国の一部として扱われている。しかしながらそれぞれの王室属領側では、居住や雇用に関して各地域で特別の法律を制定しており、これら属領と特別に関係のない英国市民に関しては非英国市民（英: non-British citizens）と同様の取り扱いをしている。

### 連合王国以外との関係
王室属領が連合王国に委任している事項の一つは外交であるが、20世紀末から連合王国政府は、外交代表権や防衛に関するものを除く事案（税や金融・環境・貿易など）で、各属領政府が外国の政府と政治的な接触（外交的交渉ではなく）を持つことを認めるようになった。近年の金融の発展に伴い、連合王国とは別に他国との取り決めを行う事例も増えてきた。
また、3地域はいずれも英国・アイルランド協議会の構成主体となっている。 

### EUとの関係
3地域は、いずれもイギリスが欧州連合やその前身組織に加盟している間も加盟地域ではなかった。1972年にイギリスが欧州共同体（EC）に参加したときの取り決めにより、チャンネル諸島とマン島は欧州連合加盟国の特別領域となっていた。チャンネル諸島とマン島には商品の移動の自由はあるが、人・サービス・資本の移動の自由の対象とはされていない。
王室属領の市民は英国市民（英: British citizen）であるために、欧州連合の市民となっていた。このためパスポートには「European Union」の文字が記されていた。ただし、属領市民は、連合王国（イギリス本土）との直接の関係（本人がイギリス本土で出生したか、両親または祖父母がイギリス本土出身であること、あるいは本人がイギリス本土で5年以上居住していること）がない限り、欧州市民としての自由な移動の権利を享受することはできない。

### スポーツにおける代表チーム
サッカーマン島代表、サッカージャージー島代表、サッカーサーク島代表などが存在するが、いずれも、FIFAやUEFAに加盟していないのでFIFAワールドカップやUEFA欧州選手権などに参加できない。

## 歴史
これらの地域が連合王国に含まれないのは、中世においてイングランド王が統治しながらも、イングランド王国と区別される地域として扱われてきたという歴史的経緯があるためである。

### チャンネル諸島
チャンネル諸島は、933年にフランス王国からノルマン人のロロに与えられたノルマンディー公国の一部である。1066年、ノルマンディー公ウィリアム1世がイングランドを征服し、イングランド王となった（ノルマン・コンクエスト）。その後はイングランド王がノルマンディー公を兼ね、大陸のノルマンディー公国をも統治していたが、13世紀前半にノルマンディー公国はフランス王国によって占領される。ただし、ノルマンディー公領の中でチャンネル諸島はイングランド王の支配下にとどまり続けた。1259年のパリ条約により、イングランド王ヘンリー3世はノルマンディー公領の請求権を放棄したが、チャンネル諸島はヘンリー3世の所領として認められた。以後チャンネル諸島は、イングランド王国とは区別される領域として、イングランド王の統治する土地となった。

### マン島
マン島には、9世紀以来ヴァイキング（ノース人）が定住し、一時期は独立したマン島王国 (Kingdom of Mann and the Isles) の中心であった。13世紀以降、スコットランド独立戦争を背景として、マン島の領有権はスコットランドとイングランドとの間で争われ、14世紀半ばにイングランドの勢力下に入る。この過程の1333年、イングランド王エドワード3世は封臣であるウィリアム・モンタギューにマン島王 (King of Mann) の称号を認め、独立王国としての体裁をとらせた。1399年、ヘンリー4世はマン島王を処刑し、マン島はイングランド王の直轄領となった。
1405年、ヘンリー4世はジョン・スタンリーに「マン島王」の称号と領主権を与え、以後スタンリー家（のちのダービー伯爵家）が、中断を含みつつも18世紀初頭まで島の領主を務めた。なお、1504年以降「マン島王」に代わり「マン島領主」 (Lord of Mann) の称号が使用されるようになった。1765年、当時のマン島領主は封建的諸権利をイギリスに売却し、マン島は王室属領となった。このときのマン島購入法 (Isle of Man Purchase Act 1765) は復帰法（英: Act of Revestment）とも呼ばれる。以後、「マン島領主」（英: Lord of Mann）の称号は連合王国の君主が併せ持つこととなった。